# Список глав правительства Словакии

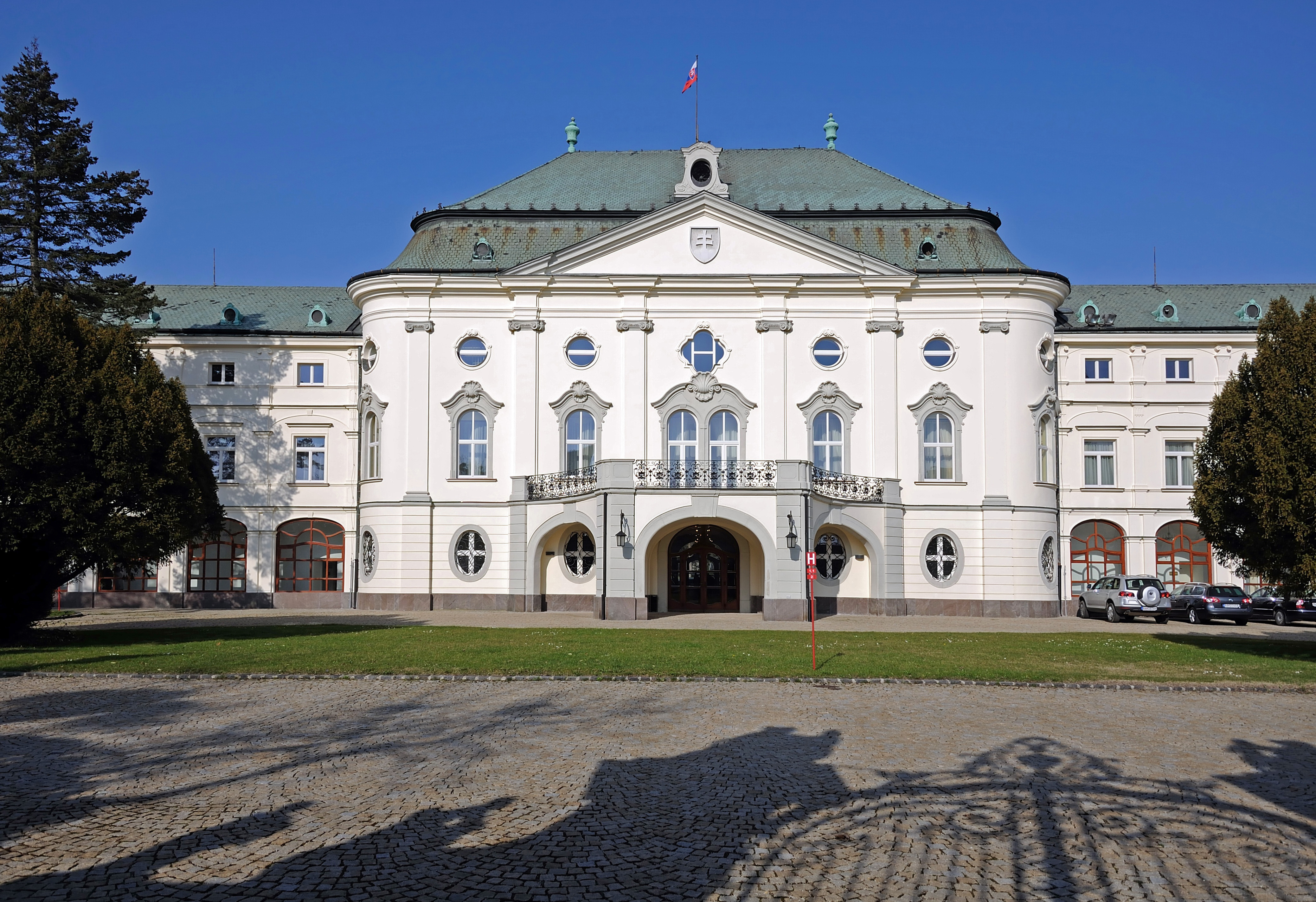
Дом правительства в Братиславе

Список глав правительства Словакии включает лиц, занимавших пост председателя правительства со времени провозглашения в 1993 году независимой Словацкой Республики, руководителей правительства Словакии в составе федеративной Чехословакии в 1969—1992 годах, а также земельных президентов, возглавлявших автономные словацкие национальные органы территориального управления в 1928—1939 годах, и глав правительства в государстве, в историографии именуемом «Первая Словацкая Республика», являвшемся сателлитом нацистской Германии.
В настоящее время председатель правительства Словацкой Республики (словац. Predseda vlády Slovenskej republiky) назначается Президентом Словакии, руководит деятельностью правительства, созывает и проводит его заседания, определяет кадровую политику организации деятельности правительства, имеет право вносить предложения президенту о назначении или отзыве других членов правительства, подписывает законы и постановления правительства. В случае вакантности поста президента республики или невозможности им исполнять свои полномочия, они частично могут быть поручены председателю правительства (полномочия главнокомандующего Вооружёнными силами переходят к нему в силу закона).
Использованная в первом столбце таблиц цифровая или буквенная нумерация является условной; также условным является использование в первом столбце цветовой заливки, служащей для упрощения восприятия принадлежности лиц к различным политическим силам без необходимости обращения к столбцу, отражающему партийную принадлежность. Наряду с партийной принадлежностью, в столбце «Партия» также отражён внепартийный (независимый) статус персоналий. В таблицах в столбце «Выборы» отражены состоявшиеся выборные процедуры; в случае, если глава правительства получил полномочия без таковых, столбец не заполняется. Для удобства список разделён на принятые в историографии периоды истории страны. Приведённые в преамбулах к каждому из разделов описания этих периодов призваны пояснить особенности политической жизни.

## Временное правительство Словакии (1918)
Созданный 26 мая 1914 года Матушем Дулой национально-культурный Словацкий национальный совет (СНС) оставался политически неактивным вплоть до последних месяцев Первой мировой войны. Только на встрече, состоявшейся в Будапеште 12 сентября 1918 года, в состав нового Словацкого национального совета были делегированы 12 представителей словацких партий. Официально он начал работу 29 октября 1918 года в городе Турчански Светы Мартин (ныне Мартин, Словакия) и на следующий день опубликовал декларацию, провозгласив фактически независимость Словакии от Венгрии, ставя целью её объединение с чешскими землями в составе нового государства. 3 ноября 1918 года СНС перенёс свою работу в Прагу, где 6 ноября 1918 года им было образовано Временное правительство Словакии (словац. Dočasnej vlády pre Slovensko), призванное организовать государственное управление на словацких землях. 14 ноября 1918 года оно было распущено, поскольку в этот день были сформированы органы государственной власти Чехословацкой Республики (Революционное национальное собрание Чехословакии (чеш. Revoluční národní shromáždění, словац. Revolučné národné zhromaždenie), высший представительский и законодательный орган в период создания Чехословакии, и правительство Карела Крамаржа.
|        | Портрет | Имя (годы жизни)                                                                                    | Полномочия    | Полномочия     | Партия                        | Пр.         |
| Начало | Портрет | Имя (годы жизни)                                                                                    | Окончание     |                | Партия                        | Пр.         |
| ------ | ------- | --------------------------------------------------------------------------------------------------- | ------------- | -------------- | ----------------------------- | ----------- |
| 1      |         | Вавро Шробар (1867—1950) словац. Vavro Šrobár урожд. Вавринец Ян Шробар словац. Vavrinec Ján Šrobár | 6 ноября 1918 | 14 ноября 1918 | Словацкая национальная партия | [ 5 ] [ 6 ] |

## Словацкая Советская Республика (1919)
Словацкая Советская Республика (словац. Slovenská republika rád, венг. Szlovák Tanácsköztársaság) — существовавшее в течение непродолжительного периода (с 16 июня по 7 июля 1919 года) государство в южной и восточной Словакии, со столицей в городе Прешов. Оно было провозглашено как часть Венгерской Социалистической Федеративной Советской Республики после занятия этой территории частями Красной армии (вооружённых сил Венгерской Советской Республики). После нанесённого Красной армии поражения войсками королевской Румынии, армия Чехословакии заняла территорию Словацкой Советской Республики, и это государство перестало существовать. Первоначально в Словацкой Советской Республике был образован Революционный исполнительный комитет в составе 11 членов. 20 июня 1919 года его сменил Революционный правительственный совет (словац. predseda revolučného výboru), который возглавил чешский журналист Антонин Яноушек. Советская республика пала 7 июля 1919 года в результате наступления войск чехословацкого правительства.
|        | Портрет | Имя (годы жизни)                                  | Полномочия   | Полномочия  | Партия                                                      | Пр.          |
| Начало | Портрет | Имя (годы жизни)                                  | Окончание    |             | Партия                                                      | Пр.          |
| ------ | ------- | ------------------------------------------------- | ------------ | ----------- | ----------------------------------------------------------- | ------------ |
| 2      |         | Антонин Яноушек (1877—1941) чеш. Antonín Janoušek | 20 июня 1919 | 7 июля 1919 | Венгерская социалистическая-коммунистическая рабочая партия | [ 9 ] [ 10 ] |

## Первая и Вторая Чехословацкие республики (1918—1939)

Земли Чехословакии после 1928 года:
Словацкая земля

Первая Чехословацкая Республика (чеш. první Československá republika) — первое чехословацкое государство, существовавшее с 1918 года по 1938 год. Оно состояло из Богемии, Моравии, Чешской Силезии, Словакии и Подкарпатской Руси. Революционное национальное собрание Чехословакии (чеш. Revoluční národní shromáždění, словац. Revolučné národné zhromaždenie), высший представительский и законодательный орган в период создания Чехословакии, был образован 14 ноября 1918 года на базе Национального комитета на основе положений Временной конституции. C 1 декабря 1928 года Чехословакия была административно разделена на 4 самоуправляемых земли (чеш. země) — Чешскую (на территории Богемии), единую Моравско-силезскую (на территории Моравии и Чешской Силезии), Словацкую (словац. Slovenská krajina) и Подкарпатскую Русь (чеш. Země Podkarpatoruská).
После подписания 30 сентября 1938 года Мюнхенского соглашения (без участия представителей Чехословакии) Германия присоединила к себе Судетскую область, затем последовали новые территориальные потери в пользу Польши и Венгрии. Традиционно пост-мюнхенский период чехословацкой истории с 1 октября 1938 года или, в зависимости от точки зрения, с 6 октября 1938 года (даты провозглашения автономии Словакии), и до образования 15 марта 1939 года на чешских землях протектората Богемии и Моравии, именуют Второй Чехословацкой Республикой (чеш. Druhá československá republika). Единое чехословацкое государство прекратило существование после провозглашения независимости 14 марта 1939 года Словацкой Республики (словац. Slovenská republika, в исторической литературе — «Первая Словацкая Республика»), образования 15 марта 1939 года на чешских землях германского протектората Богемии и Моравии и провозглашения в тот же день независимой Карпатской Украины (укр. Карпатська Україна) на территории Подкарпатской Руси, которая 18 марта 1939 года была полностью оккупирована Венгрией.

### Словацкая земля (в составе Чехословакии, 1928—1939)
Словацкая земля (словац. Slovenská krajina), самоуправляемая земля в составе Чехословакии, была создана в 1928 году и имела находившиеся в Братиславе ассамблею, юрисдикция которой ограничивалась регулировкой законов и постановлений центрального правительства применительно к местным потребностям, и администрацию, во главе которой стоял земельный президент (словац. Krajinský prezident Slovenska). Осенью 1938 года, менее чем через неделю после Мюнхенского соглашения, создавшего для Чехословакии сложную международную ситуацию, состоялось организованное Глинковой словацкой народной партией подписание представителями большинства словацких партий «Жилинского соглашения» о поддержке проекта конституционного закона об автономии Словакии, внесённого в августе 1938 года в Национальное собрание, 6 октября 1938 года была обнародована декларации о словацкой автономии. 7 октября 1938 года правительство Чехословакии назначило правительство автономной словацкой земли во главе с Йозефом Тисо, в ведение которого из Праги были переданы ключевые вопросы государственного управления, с сохранением за земельным президентом полученных в 1928 году в рамках самоуправления полномочий. Конституционный закон об автономии Словацкой земли был принят 22 ноября 1938 года; им были определены широкие полномочия словацких властей в рамках Чехо-Словацкой Республики, включая избрание законодательного Сейма Словацкой земли, начавшего работу 19 января 1939 года.
|        | Портрет                                                                   | Имя (годы жизни)                              | Полномочия      | Полномочия      | Партия                                                                 | Выборы | Пр.           |
| Начало | Портрет                                                                   | Имя (годы жизни)                              | Окончание       |                 | Партия                                                                 | Выборы | Пр.           |
| ------ | ------------------------------------------------------------------------- | --------------------------------------------- | --------------- | --------------- | ---------------------------------------------------------------------- | ------ | ------------- |
| а      |                                                                           | Ян Дробны (1881—1948) словац. Ján Drobný      | 1 июля 1928     | 31 декабря 1930 | Глинкова словацкая народная партия                                     | 1928   | [ 18 ]        |
| б      |                                                                           | Йозеф Орзаг (1881—1948) словац. Jozef Országh | 1 января 1931   | 12 октября 1938 | Республиканская партия земледельческого и мелкокрестьянского населения | 1928   | [ 19 ] [ 20 ] |
| б      | 1935                                                                      | Йозеф Орзаг (1881—1948) словац. Jozef Országh | 1 января 1931   | 12 октября 1938 | Республиканская партия земледельческого и мелкокрестьянского населения |        | [ 19 ] [ 20 ] |
| в      |                                                                           | Юлиан Шимко (1886—1956) словац. Julián Šimko  | 12 октября 1938 | 14 марта 1939   | Глинкова словацкая народная партия                                     | [ 21 ] |               |
|        | Глинкова словацкая народная партия — Партия словацкого народного единства | Юлиан Шимко (1886—1956) словац. Julián Šimko  | 12 октября 1938 | 14 марта 1939   |                                                                        | [ 21 ] |               |

7 октября 1938 года правительство Чехословакии назначило правительство автономной словацкой земли, в ведение которого из Праги были переданы ключевые вопросы государственного управления. Были назначены словацкие министры: сельского хозяйства, торговли, общественных работ и финансов; правосудия, социального обеспечения и здравоохранения; почт и железных дорог; образования; председателем правительства (словац. Predseda vlády Slovenskej krajiny) и министром внутренних дел стал Йозеф Тисо.
|                | Портрет                                                                   | Имя (годы жизни)                               | Полномочия     | Полномочия     | Партия                             | Выборы | Кабинет       | Пр.                  |
| Начало         | Портрет                                                                   | Имя (годы жизни)                               | Окончание      |                | Партия                             | Выборы | Кабинет       | Пр.                  |
| -------------- | ------------------------------------------------------------------------- | ---------------------------------------------- | -------------- | -------------- | ---------------------------------- | ------ | ------------- | -------------------- |
| 3 (I—III)      |                                                                           | княз Йозеф Тисо (1887—1947) словац. Jozef Tiso | 7 октября 1938 | 1 декабря 1938 | Глинкова словацкая народная партия | 1938   | Тисо (I)      | [ 23 ] [ 24 ] [ 25 ] |
|                | Глинкова словацкая народная партия — Партия словацкого народного единства | княз Йозеф Тисо (1887—1947) словац. Jozef Tiso | 7 октября 1938 | 1 декабря 1938 |                                    | 1938   |               | [ 23 ] [ 24 ] [ 25 ] |
| 1 декабря 1938 | 20 января 1939                                                            | княз Йозеф Тисо (1887—1947) словац. Jozef Tiso | Тисо (II)      |                |                                    | 1938   |               | [ 23 ] [ 24 ] [ 25 ] |
| 20 января 1939 | 9 марта 1939                                                              | княз Йозеф Тисо (1887—1947) словац. Jozef Tiso | Тисо (III)     |                |                                    | 1938   |               | [ 23 ] [ 24 ] [ 25 ] |
| 4              |                                                                           | Йозеф Сивак (1886—1959) словац. Jozef Sivák    | 9 марта 1939   | 11 марта 1939  | Сивак                              | 1938   | [ 26 ] [ 27 ] |                      |
| 5              |                                                                           | Кароль Сидор (1901—1953) словац. Karol Sidor   | 11 марта 1939  | 14 марта 1939  | Сидор                              | 1938   | [ 28 ]        |                      |

## Первая Словацкая Республика (1939—1945)
13 марта 1939 года в Берлин с дипломатическими почестями, подобающими главе государства, был приглашён Йозеф Тисо; на встрече с Гитлером и Риббентропом он был уве́домлен о решении Германии оккупировать в ближайшие часы Богемию и Моравию, при этом Словакии предлагалось решить свою судьбу самой. Гитлер заявил о готовности гарантировать независимость Словакии в случае её провозглашения, однако подчеркнул, что «если Словакия будет колебаться, она оставит свою судьбу событиям, за которые она не несёт ответственности» (последует её раздел между Венгрией, Польшей и Германией). Риббентроп представил Тисо заранее подготовленную речь с заявлением о независимости и предложил ему в распоряжение передатчик берлинского радио, а после отказа Тисо — вручил ультиматум, по которому Сейм Словацкой земли должен был объявить независимость к 12.00 следующего дня.
14 марта 1939 года на заседании сейма Тисо передал содержание переговоров в Берлине и обозначил крайний срок для принятия решения. В перерыве президиум сейма подготовил законопроект о провозглашении нового государства, который на возобновлённом заседании был одобрен единогласно и без обсуждения (аккламацией), после чего было назначено новое правительство во главе с Йозефом Тисо. Принятое название Словацкое государство (словац. Slovenský štát) сохранялось до утверждения 21 июля 1939 года конституции, по которой было введено официальное наименование Словацкая Республика (словац. Slovenská republika). Это государство, в историографии именуемое «Первая Словацкая Республика», являлось сателлитом нацистской Германии (что определялось рядом договоров, первым из которых стал «договор о защите», по которым создавалась «защитная зона», где Рейху разрешалось строить военные объекты и расквартировывать войска, а в целом Словакия давала преференции Германии в использовании своих производственных и сырьевых ресурсов. При этом государство было признано как странами Оси, так и рядом нейтральных стран, а до 1941 года и СССР. 21 сентября 1944 года Красная армия перешла границу Словакии у Медзилаборце. 4 апреля 1945 года была освобождена Братислава, и Словакия снова фактически стала частью Чехословакии. 8 мая 1945 года последний председатель правительства первой республики Штефан Тисо подписал в Кремсмюнстерском аббатстве её капитуляцию во Второй Мировой Войне.

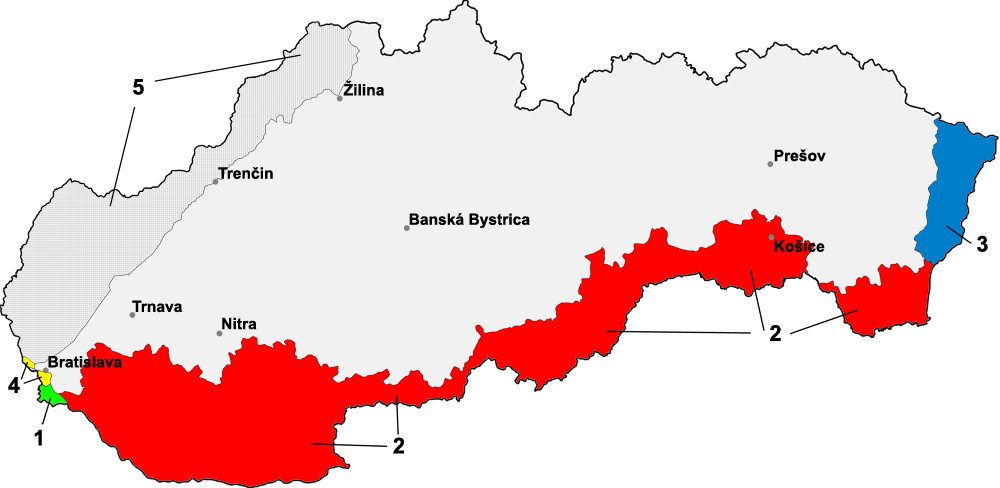
Территориальные потери Словакии:
1 — часть Венгрии до 1947 г.
2 — Южная Словакия, с 1938 по 1945 гг. часть Венгрии по Первому Венскому арбитражу
3 — часть Венгрии с 1939 по 1945 гг. по итогам Словацко-венгерской войны
4 — часть нацистской Германии с 1938 по 1945 гг.
5 — «защитная зона», военная оккупация Третьего рейха по договору о защите Словакии

В апреле 1945 года бывшие главами словацкого правительства Йозеф Тисо, Войтех Тука и Штефан Тисо бежали в Австрию, где были задержаны американскими войсками и выданы Чехословакии; Й. Тисо и Тука были приговорены к смерти и повешены, Ш. Тисо скончался в заключении.
|        | Портрет | Имя (годы жизни)                                         | Полномочия      | Полномочия      | Партия                                                                    | Кабинет   | Пр.                  |
| Начало | Портрет | Имя (годы жизни)                                         | Окончание       |                 | Партия                                                                    | Кабинет   | Пр.                  |
| ------ | ------- | -------------------------------------------------------- | --------------- | --------------- | ------------------------------------------------------------------------- | --------- | -------------------- |
| 3 (IV) |         | княз Йозеф Тисо (1887—1947) словац. Jozef Tiso           | 14 марта 1939   | 27 октября 1939 | Глинкова словацкая народная партия — Партия словацкого народного единства | Тисо (IV) | [ 23 ] [ 24 ] [ 25 ] |
| 6      |         | Войтех Лазар Тука (1880—1946) словац. Vojtech Lazár Tuka | 27 октября 1939 | 5 сентября 1944 | Глинкова словацкая народная партия — Партия словацкого народного единства | Тука      | [ 32 ] [ 33 ]        |
| 7      |         | Штефан Тисо (1897—1959) словац. Štefan Tiso              | 5 сентября 1944 | 3 апреля 1945   | Глинкова словацкая народная партия — Партия словацкого народного единства | Ш. Тисо   | [ 34 ] [ 35 ]        |

## Унитарная Чехословакия (1945—1968)
В конце августа 1944 года в Словакии вспыхнуло вооружённое восстание, которое возглавил Словацкий национальный совет. В марте 1945 года в Москве между Национальным комитетом освобождения Чехословакии (лондонским эмигрантским правительством), Коммунистической партией Чехословакии и Словацким национальным советом была достигнута договорённость об образовании Национального фронта чехов и словаков (чеш. Národní fronta Čechů a Slováků, словац. Národný front Čechov a Slovákov). 4 апреля 1945 года в словацком городе Кошице президент Чехословакии в изгнании Эдвард Бенеш назначил правительство Национального фронта.
10 мая 1945 года было восстановлено довоенное Чехословацкое государство и действовавшая в нём Конституция 1920 года, с поправками, по которым было допущено существование словацких национальных органов с ограниченными полномочиями. Для осуществления исполнительных полномочий в управлении словацкими землями с 1944 года Словацким национальным советом стал формироваться коллегиальный Совет уполномоченных; после 18 сентября 1945 года, начала работы его первого послевоенного состава, Совет уполномоченных возглавлял Председатель (словац. Predseda zboru povereníkov). 14 июня 1948 года президентом Чехословакии стал коммунист Клемент Готвальд, ранее, в итоге событий «Победного февраля», сформировавший практически однопартийное правительство, поддерживаемое Национальным фронтом чехов и словаков, в которое вошли и словацкие партии. Согласно внесённых 11 июля 1960 года изменений в Конституцию, официальным названием страны стало Чехословацкая Социалистическая Республика (чеш. Československá socialistická republika), при этом Словацкий национальный совет был окончательно лишён исполнительных полномочий (его Совет уполномоченных был ликвидирован), оставшись квази-законодательным органом.
|        | Портрет         | Имя (годы жизни)                                    | Полномочия       | Полномочия      | Партия | Выборы    | Состав Совета        | Пр.           |
| Начало | Портрет         | Имя (годы жизни)                                    | Окончание        |                 | Партия | Выборы    | Состав Совета        | Пр.           |
| ------ | --------------- | --------------------------------------------------- | ---------------- | --------------- | --- | --------- | -------------------- | ------------- |
| г      |                 | Кароль Шмидке (1897—1952) словац. Karol Šmidke      | 18 сентября 1945 | 16 августа 1946 | Коммунистическая партия Словакии в составе Коммунистической партии Чехословакии при поддержке Национального фронта чехов и словаков |           | 1945—1946            | [ 40 ]        |
| г      | 1946            | Кароль Шмидке (1897—1952) словац. Karol Šmidke      | 18 сентября 1945 | 16 августа 1946 | Коммунистическая партия Словакии в составе Коммунистической партии Чехословакии при поддержке Национального фронта чехов и словаков |           | 1945—1946            | [ 40 ]        |
| д      |                 | Густав Гусак (1913—1991) словац. Gustáv Husák       | 16 августа 1946  | 18 ноября 1947  | Коммунистическая партия Словакии в составе Коммунистической партии Чехословакии при поддержке Национального фронта чехов и словаков | 1946—1947 | [ 41 ] [ 42 ] [ 43 ] |               |
| д      | 18 ноября 1947  | Густав Гусак (1913—1991) словац. Gustáv Husák       | 23 февраля 1948  | 1947—1948       | Коммунистическая партия Словакии в составе Коммунистической партии Чехословакии при поддержке Национального фронта чехов и словаков |           | [ 41 ] [ 42 ] [ 43 ] |               |
| д      | 6 марта 1948    | Густав Гусак (1913—1991) словац. Gustáv Husák       | 18 июня 1948     | 1948            | Коммунистическая партия Словакии в составе Коммунистической партии Чехословакии при поддержке Национального фронта чехов и словаков | 1948      | [ 41 ] [ 42 ] [ 43 ] |               |
| д      | 18 июня 1948    | Густав Гусак (1913—1991) словац. Gustáv Husák       | 4 мая 1950       | 1948            | Коммунистическая партия Словакии в составе Коммунистической партии Чехословакии при поддержке Национального фронта чехов и словаков | 1948—1954 | [ 41 ] [ 42 ] [ 43 ] |               |
| е      |                 | Кароль Бацилек (1896—1974) словац. Karol Bacílek    | 4 мая 1950       | 1948            | Коммунистическая партия Словакии в составе Коммунистической партии Чехословакии при поддержке Национального фронта чехов и словаков | 1948—1954 | 7 сентября 1951      | [ 44 ]        |
| ж      |                 | Юлиус Дюриш (1904—1986) словац. Július Ďuriš        | 7 сентября 1951  | 1948            | Коммунистическая партия Словакии в составе Коммунистической партии Чехословакии при поддержке Национального фронта чехов и словаков | 1948—1954 | 31 января 1953       | [ 45 ]        |
| з      |                 | Рудольф Стрехай (1914—1962) словац. Rudolf Strechaj | 31 января 1953   | 1948            | Коммунистическая партия Словакии в составе Коммунистической партии Чехословакии при поддержке Национального фронта чехов и словаков | 1948—1954 | 17 декабря 1954      | [ 46 ] [ 47 ] |
| з      | 17 декабря 1954 | Рудольф Стрехай (1914—1962) словац. Rudolf Strechaj | 2 августа 1956   | 1954            | Коммунистическая партия Словакии в составе Коммунистической партии Чехословакии при поддержке Национального фронта чехов и словаков | 1954—1956 |                      | [ 46 ] [ 47 ] |
| з      | 2 августа 1956  | Рудольф Стрехай (1914—1962) словац. Rudolf Strechaj | 10 января 1960   | 1954            | Коммунистическая партия Словакии в составе Коммунистической партии Чехословакии при поддержке Национального фронта чехов и словаков | 1956—1960 |                      | [ 46 ] [ 47 ] |

## Словацкая Социалистическая Республика (в составеЧССР, 1969—1990)

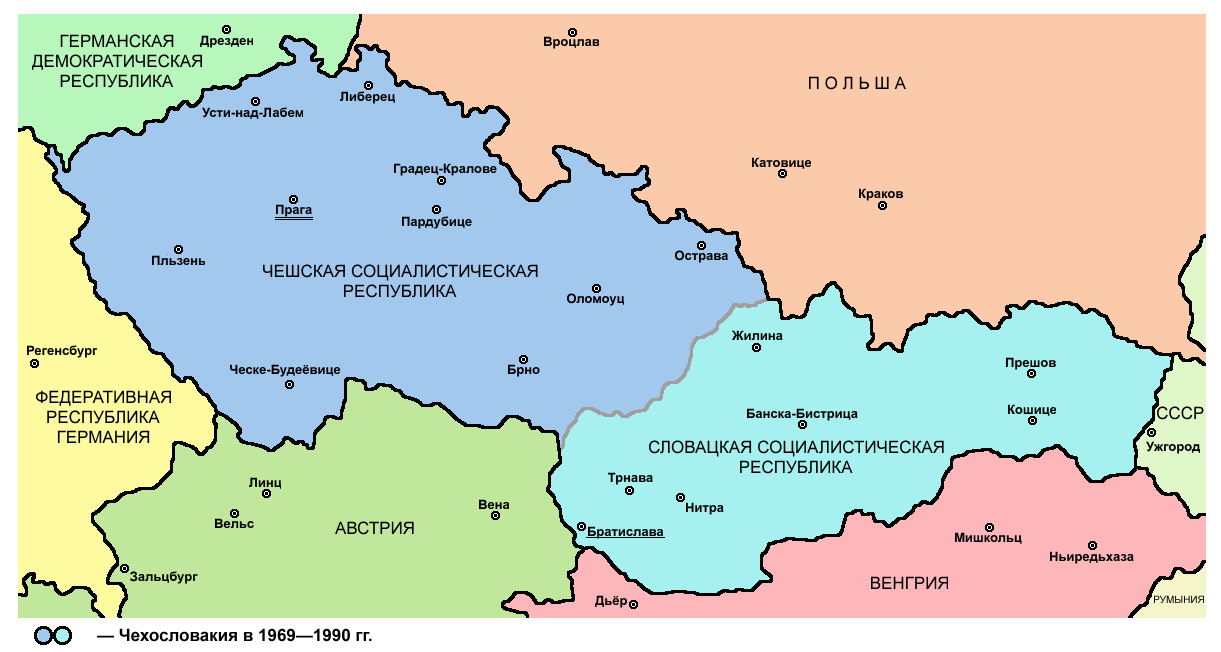
ЧССР (1968—1989)

С января по август 1968 года в Чехословацкой Социалистической Республике, под руководством Первого секретаря ЦК КПЧ Александра Дубчека, были начаты реформы, направленные на расширение прав и свобод и децентрализацию власти, получившие название «Пражская весна» (чеш. Pražské jaro, словац. Pražská jar), прерванные вводом войск Организации Варшавского договора.
Ранее являвшаяся унитарным государством, 1 января 1969 года Чехословацкая Социалистическая Республика стала федерацией двух равноправных государств — Чешской Социалистической Республики (чеш. Česká socialistická republika) и Словацкой Социалистической Республики (словац. Slovenská socialistická republika). В Словакии было сформировано республиканское правительство со значительным объёмом полномочий, с Председателем Правительства во главе (словац. Predseda Vlády Slovenskej socialistickej republiky).
|         | Портрет                         | Имя (годы жизни)                                     | Полномочия      | Полномочия     | Партия | Выборы                     | Кабинет             | Пр.           |
| Начало  | Портрет                         | Имя (годы жизни)                                     | Окончание       |                | Партия | Выборы                     | Кабинет             | Пр.           |
| ------- | ------------------------------- | ---------------------------------------------------- | --------------- | -------------- | --- | -------------------------- | ------------------- | ------------- |
| 8       |                                 | Штефан Садовский (1928—1984) словац. Štefan Sádovský | 2 января 1969   | 4 мая 1969     | Коммунистическая партия Словакии в составе Коммунистической партии Чехословакии при поддержке Национального фронта чехов и словаков | 1964                       | Садовский / Цолотка | [ 50 ]        |
| 9 (I—V) |                                 | Петер Цолотка (1925—2019) словац. Peter Colotka      | 4 мая 1969      | 8 декабря 1971 | Коммунистическая партия Словакии в составе Коммунистической партии Чехословакии при поддержке Национального фронта чехов и словаков | 1964                       | Садовский / Цолотка | [ 51 ] [ 52 ] |
| 9 (I—V) | 8 декабря 1971                  | Петер Цолотка (1925—2019) словац. Peter Colotka      | 4 ноября 1976   | 1971           | Коммунистическая партия Словакии в составе Коммунистической партии Чехословакии при поддержке Национального фронта чехов и словаков | Цолотка (I)                |                     | [ 51 ] [ 52 ] |
| 9 (I—V) | 4 ноября 1976                   | Петер Цолотка (1925—2019) словац. Peter Colotka      | 18 июня 1981    | 1976           | Коммунистическая партия Словакии в составе Коммунистической партии Чехословакии при поддержке Национального фронта чехов и словаков | Цолотка (II)               |                     | [ 51 ] [ 52 ] |
| 9 (I—V) | 18 июня 1981                    | Петер Цолотка (1925—2019) словац. Peter Colotka      | 18 июня 1986    | 1981           | Коммунистическая партия Словакии в составе Коммунистической партии Чехословакии при поддержке Национального фронта чехов и словаков | Цолотка (III)              |                     | [ 51 ] [ 52 ] |
| 9 (I—V) | 18 июня 1986                    | Петер Цолотка (1925—2019) словац. Peter Colotka      | 12 октября 1988 | 1986           | Коммунистическая партия Словакии в составе Коммунистической партии Чехословакии при поддержке Национального фронта чехов и словаков | Цолотка / Кнотек / Гривнак |                     | [ 51 ] [ 52 ] |
| 10      |                                 | Иван Кнотек (1936—2020) словац. Ivan Knotek          | 12 октября 1988 | 1986           | Коммунистическая партия Словакии в составе Коммунистической партии Чехословакии при поддержке Национального фронта чехов и словаков | Цолотка / Кнотек / Гривнак | 22 июня 1989        | [ 53 ] [ 54 ] |
| 11      |                                 | Павел Гривнак (1931—1995) словац. Pavel Hrivnák      | 22 июня 1989    | 1986           | Коммунистическая партия Словакии в составе Коммунистической партии Чехословакии при поддержке Национального фронта чехов и словаков | Цолотка / Кнотек / Гривнак | 8 декабря 1989      | [ 55 ]        |
| 12      |                                 | Милан Чич (1932—2012) словац. Milan Čič              | 8 декабря 1989  | 1986           | Коммунистическая партия Словакии в составе Коммунистической партии Чехословакии при поддержке Национального фронта чехов и словаков | 28 марта 1990              | Чич                 | [ 56 ] [ 57 ] |
|         | «Общественность против насилия» | Милан Чич (1932—2012) словац. Milan Čič              | 8 декабря 1989  | 1986           | | 28 марта 1990              | Чич                 | [ 56 ] [ 57 ] |

## Словацкая Республика (в составеЧСФР, 1990—1992)

Герб ЧСФР

В соответствии с Конституционным законом Чехословацкой Социалистической Республики č. 81/1990 Sb. от 29 марта 1990 года, наименование государства было заменено на Чехословацкая Федеративная Республика (чеш. Československá federativní republika, словац. Česko-slovenská federatívna republika). Вскоре, 20 апреля 1990 года, был принят Конституционный закон č. 101/1990 Sb., в соответствии с которым новым наименованием страны стало Чешская и Словацкая Федеративная Республика (чеш. Česká a Slovenská Federativní Republika, словац. Česká a Slovenská Federatívna Republika).
В сентябре 1992 года был проведён опрос населения Чехословакии об отношении к разделу страны. В Словакии «за» разделение страны было 37 %, «против» — 63 %, в Чехии — «за» 36 %, «против» — 64 %. Тем не менее, 17 июля 1992 года Словацкий национальный совет принял «Декларацию о независимости словацкой нации», после чего 20 июля чехословацкий президент Вацлав Гавел, выступающий против разделения, ушёл в отставку. 25 ноября Федеральное собрание приняло закон о разделении страны с 1 января 1993 года. 16 декабря 1992 года Чешский национальный совет утвердил Конституцию Чешской Республики (ранее в Чехии действовала федеральная конституция). 1 января 1993 года ЧСФР была распущена, Чешская и Словацкая республики стали независимыми государствами.
|         | Портрет                              | Имя (годы жизни)                                | Полномочия     | Полномочия      | Партия                               | Выборы | Кабинет      | Пр.                         |
| Начало  | Портрет                              | Имя (годы жизни)                                | Окончание      |                 | Партия                               | Выборы | Кабинет      | Пр.                         |
| ------- | ------------------------------------ | ----------------------------------------------- | -------------- | --------------- | ------------------------------------ | ------ | ------------ | --------------------------- |
| (12)    |                                      | Милан Чич (1932—2012) словац. Milan Čič         | 28 марта 1990  | 27 июня 1990    | «Общественность против насилия»      | (1986) | (Чич)        | [ 56 ] [ 57 ]               |
| 13 (I)  |                                      | Владимир Мечьяр (1942—) словац. Vladimír Mečiar | 27 июня 1990   | 23 апреля 1991  | «Общественность против насилия»      | 1990   | Мечьяр (I)   | [ 61 ] [ 62 ] [ 63 ] [ 64 ] |
|         | Движение за демократическую Словакию | Владимир Мечьяр (1942—) словац. Vladimír Mečiar | 27 июня 1990   | 23 апреля 1991  |                                      | 1990   | Мечьяр (I)   | [ 61 ] [ 62 ] [ 63 ] [ 64 ] |
| 14      |                                      | Ян Чарногурский (1944—) словац. Ján Čarnogurský | 23 апреля 1991 | 22 июня 1992    | Христианско-демократическое движение | 1990   | Чарногурский | [ 65 ] [ 66 ]               |
| 13 (II) |                                      | Владимир Мечьяр (1942—) словац. Vladimír Mečiar | 22 июня 1992   | 31 декабря 1992 | Движение за демократическую Словакию | 1992   | Мечьяр (II)  | [ 61 ] [ 62 ] [ 63 ] [ 64 ] |

## Вторая Словацкая республика (с 1993)
1 января 1993 года ЧСФР была распущена, Словацкая республика стала независимым государством.
|                 | Портрет | Имя (годы жизни)                                                                                 | Полномочия | Полномочия                                                                                          | Партия | Выборы                                                                                     | Кабинет       | Пр.                         |
| Начало          | Портрет | Имя (годы жизни)                                                                                 | Окончание | | Партия | Выборы                                                                                     | Кабинет       | Пр.                         |
| --------------- | --- | ------------------------------------------------------------------------------------------------ | --- | --------------------------------------------------------------------------------------------------- | --- | ------------------------------------------------------------------------------------------ | ------------- | --------------------------- |
| 13 (II)         | | Владимир Мечьяр (1942—) словац. Vladimír Mečiar                                                  | 1 января 1993 | 15 марта 1994                                                                                       | Движение за демократическую Словакию с 1993 года в коалиции со Словацкой национальной партией                                                                                | (1992)                                                                                     | (Мечьяр (II)) | [ 61 ] [ 62 ] [ 63 ] [ 64 ] |
| 15              | | Йозеф Моравчик (1945—) словац. Jozef Moravčík                                                    | 15 марта 1994 | 13 декабря 1994                                                                                     | Демократический союз Словакии в коалиции с Христианско-демократическим движением, Партией демократических левых и Народно-демократической партией                            | (1992)                                                                                     | Моравчик      | [ 68 ]                      |
| 13 (III)        | | Владимир Мечьяр (1942—) словац. Vladimír Mečiar                                                  | 13 декабря 1994 | 30 октября 1998                                                                                     | Движение за демократическую Словакию в коалиции с Союзом рабочих Словакии, Словацкой национальной партией и Крестьянской партией Словакии                                    | 1994                                                                                       | Мечьяр (III)  | [ 61 ] [ 62 ] [ 63 ] [ 64 ] |
| 16 (I—II)       | | Микулаш Дзуринда (1955—) словац. Mikuláš Dzurinda                                                | 30 октября 1998 | 15 октября 2002                                                                                     | Словацкая демократическая коалиция в коалиции с Партией демократических левых, Партией венгерской коалиции и Партией гражданского взаимопонимания                            | 1998                                                                                       | Дзуринда (I)  | [ 69 ] [ 70 ] [ 71 ]        |
|                 | Словацкий демократический и христианский союз (в той же коалиции)                                                          | Микулаш Дзуринда (1955—) словац. Mikuláš Dzurinda                                                | 30 октября 1998 | 15 октября 2002                                                                                     | | 1998                                                                                       | Дзуринда (I)  | [ 69 ] [ 70 ] [ 71 ]        |
| 15 октября 2002 | 4 июля 2006 | Микулаш Дзуринда (1955—) словац. Mikuláš Dzurinda                                                | Словацкий демократический и христианский союз в коалиции с Партией венгерской коалиции, Христианско-демократическим движением и Альянсом нового гражданина | 2002                                                                                                | Дзуринда (II) |                                                                                            |               | [ 69 ] [ 70 ] [ 71 ]        |
| 17 (I)          | | Роберт Фицо (1964—) словац. Robert Fico                                                          | 4 июля 2006 | 8 июля 2010                                                                                         | Курс — социальная демократия в коалиции со Словацкой национальной партией и Народной партией — Движением за демократическую Словакию                                         | 2006                                                                                       | Фицо (I)      | [ 72 ] [ 73 ]               |
| 18              | | Ивета Радичова (1956—) словац. Iveta Radičová урожд. Ивета Карафиатова словац. Iveta Karafiátová | 8 июля 2010 | 4 апреля 2012                                                                                       | Словацкий демократический и христианский союз — Демократическая партия в коалиции с партией «Свобода и солидарность», Христианско-демократическим движением и партией «Мост» | 2010                                                                                       | Радичова      | [ 74 ] [ 75 ] [ 76 ]        |
| 17 (II—III)     | | Роберт Фицо (1964—) словац. Robert Fico                                                          | 4 апреля 2012 | 23 марта 2016                                                                                       | Курс — социальная демократия | 2012                                                                                       | Фицо (II)     | [ 72 ] [ 73 ] [ 77 ]        |
| 17 (II—III)     | 23 марта 2016 | Роберт Фицо (1964—) словац. Robert Fico                                                          | 22 марта 2018 | Курс — социальная демократия в коалиции со Словацкой национальной партией, партиями «Мост» и «Сеть» | 2016 | Фицо (III)                                                                                 |               | [ 72 ] [ 73 ] [ 77 ]        |
| 19              | | Петер Пеллегрини (1975—) словац. Peter Pellegrini                                                | 22 марта 2018 | 21 марта 2020                                                                                       | 2016 | Курс — социальная демократия в коалиции со Словацкой национальной партией и партией «Мост» | Пеллегрини    | [ 78 ] [ 79 ]               |
| 20              | | Игор Матович (1973—) словац. Igor Matovič                                                        | 21 марта 2020 | 1 апреля 2021                                                                                       | Обычные люди и независимые личности в коалиции с партиями «Мы — семья», «Свобода и солидарность» и «За людей»                                                                | 2020                                                                                       | Матович       | [ 80 ] [ 81 ] [ 82 ]        |
| 21              | | Эдуард Хегер (1976—) словац. Eduard Heger                                                        | 1 апреля 2021 | 15 мая 2023                                                                                         | Обычные люди и независимые личности в коалиции с партиями «Мы — семья», «Свобода и солидарность» и «За людей»                                                                | 2020                                                                                       | Хегер         | [ 83 ] [ 84 ] [ 85 ]        |
|                 | Демократы в коалиции с партиями «Обычные люди и независимые личности», «Мы — семья», «Свобода и солидарность» и «За людей» | Эдуард Хегер (1976—) словац. Eduard Heger                                                        | 1 апреля 2021 | 15 мая 2023                                                                                         | | 2020                                                                                       | Хегер         | [ 83 ] [ 84 ] [ 85 ]        |
| 22              | | Людовит Одор (1976—) словац. Ľudovít Ódor урожд. Лайош Одор венг. Ódor Lajos                     | 15 мая 2023 | 25 октября 2023                                                                                     | независимый | 2020                                                                                       | Одор          | [ 86 ] [ 87 ]               |
| 17 (IV)         | | Роберт Фицо (1964—) словац. Robert Fico                                                          | 25 октября 2023 | действующий                                                                                         | Курс — социальная демократия в коалиции с партией «Голос — социальная демократия» и Словацкой национальной партией                                                           | 2023                                                                                       | Фицо (IV)     | [ 72 ] [ 73 ] [ 88 ]        |